# Dispepsija
Dispepsíja je motnja prebavne funkcije s težavami v epigastrični regiji (zgornjem delu trebuha med rebri) po jedi. Simptomi dispepsije so občutek polnosti, napihnjenosti, pekoča bolečina, spahovanje, slabost. Bolnik se lahko hitreje počuti sitega.
Dispepsija je razširjena zdravstvena tegoba in jo pogosto povzročata gastroezofagealna refluksna bolezen ali gastritis. Redko je lahko tudi prvi simptom peptične bolezni želodca ali dvanajstnika, v nekaterih primerih pa celo raka želodca. V nekaterih primerih gre za funkcionalno motnjo, torej brez ugotovljive organske okvare.
Posameznikom, pri katerih dispepsijo spremlja kak drug opozorilni simptom (težave s požiranjem, nepojasnjena izguba telesne mase, krvavitev v prebavila ...), ali starejšim od 55 let, pri katerih se naenkrat pojavi nepojasnjena dispepsija, se priporoča obisk pri zdravniku zaradi morebitne potrebe po nadaljnjih preiskavah. Lahko je potrebna endoskopija, ki velja za priporočeno preiskavo v takih primerih.
Dispepsija je pogosta zdravstvena tegoba. Občasno ima dispeptične težave 20–40 % vseh ljudi, vendar jih le majhen del obišče zdravnika.

## Simptomi
Dispepsija se kaže z občutkom nelagodja v zgornjem delu trebuha, v tako imenovani epigastrični regiji. Simptomi dispepsije so občutek polnosti, napihnjenosti, pekoča bolečina (lahko kot občutek zgage), spahovanje, slabost. Bolnik se lahko hitreje počuti sitega.
Dispepsijo lahko spremljajo tudi drugi simptomi; nekateri od njih opozarjajo na možno prisotnost hujše bolezni: težave s požiranjem, nepojasnjeno hujšanje, slabokrvnost, ponavljajoče se bruhanje,
bruhanje krvi, odvajanje črnega blata (melena), zapora blata.

## Vzroki
Dispepsija je lahko posledica druge organske motnje oziroma bolezni (organska dispepsija), ali pa organska okvara ni ugotovljiva (funkcionalna dispepsija).
Dispepsijo pogosto povzročata gastroezofagealna bolezen ali gastritis. Redko je lahko tudi prvi simptom peptične bolezni želodca ali dvanajstnika, v nekaterih primerih pa celo raka želodca. Z diagnostično obdelavo bolnikov z dispepsijo se kot vzrok okrije organska bolezen v 40 do 61 % primerov.
Dispepsijo lahko povzroči tudi uporaba nekaterih zdravil, kot so nesteroidna protivnetna zdravila, antibiotiki, salicilati, pripravki digitalisa, teofilina, antiholinergična ali antiadrenergična zdravila ...
Vzročna povezava med okužbo z bakterijo Helicobacter pylori in dispepsijo ni dokazana.
Možni razlogi funkcionalne dispepsije so upočasnjeno praznjenje želodca, motnja v prilagoditvi želodca na hrano, preobčutljivost na raztegnitev želodca ter psihični razlog (na primer tesnobnost).